# Boels Rental Hills Classic 2013
De tiende editie van de wielerwedstrijd Boels Rental Hills Classic werd gehouden op 24 mei 2013. De wedstrijd met UCI 1.2-status had de start en finish voor het hoofdkantoor van Boels Rental in Sittard. De rensters reden 120 kilometer over een heuvelachtig parcours in Zuid-Limburg, met beklimmingen van onder meer de Cauberg.
In 2012 won de Nederlandse Annemiek van Vleuten. Zij eindigde als derde in deze editie, die gewonnen werd door de Zuid-Afrikaanse Ashleigh Moolman. Na verschillende aanvallen wist een groep van 14 rensters vooruit te blijven, met de Zweedse Emma Johansson en vijf renster van Rabobank-Liv Giant, waaronder titelverdedigster Van Vleuten en de Limburgse Sabrina Stultiens. In de sprint wist Moolman de Britse Elizabeth Armitstead voor te blijven. Amy Pieters won op ruim vier minuten de sprint van het peloton. Van de 126 gestarte rensters wisten slechts 64 de finish te behalen.

## Deelnemende ploegen
| UCI-teams           | UCI-teams                   | UCI-teams              |
| ------------------- | --------------------------- | ---------------------- |
| Argos-Shimano       | Cyclelive Plus - Zannata    | Bigla Pro Cycling Team |
| Boels-Dolmans       | Lotto Belisol Ladies        | Hitec Products         |
| Rabobank-Liv Giant  | Sengers Ladies Cycling Team | Orica-AIS              |
| Team Futurumshop.nl | Specialized-lululemon       | Wiggle Honda           |

## Uitslag
| Plaats  | Naam                   | Ploeg                       | Tijd     |
| ------- | ---------------------- | --------------------------- | -------- |
| Winnaar | Ashleigh Moolman       | Lotto Belisol Ladies        | 3u11'42" |
| 2       | Elizabeth Armitstead   | Boels-Dolmans               | z.t.     |
| 3       | Annemiek van Vleuten   | Rabobank-Liv Giant          | z.t.     |
| 4       | Anna van der Breggen   | Sengers Ladies Cycling Team | z.t.     |
| 5       | Ellen van Dijk         | Specialized-lululemon       | z.t.     |
| 6       | Emma Johansson         | Orica-AIS                   | z.t.     |
| 7       | Rossella Ratto         | Hitec Products              | z.t.     |
| 8       | Jessie Daams           | Boels-Dolmans               | z.t.     |
| 9       | Sabrina Stultiens      | Rabobank-Liv Giant          | z.t.     |
| 10      | Lucinda Brand          | Rabobank-Liv Giant          | z.t.     |
| 11      | Rachel Neylan          | Hitec Products              | z.t.     |
| 12      | Tiffany Cromwell       | Orica-AIS                   | + 05"    |
| 13      | Iris Slappendel        | Rabobank-Liv Giant          | + 0'11"  |
| 14      | Roxane Knetemann       | Rabobank-Liv Giant          | + 0'14"  |
| 15      | Amy Pieters            | Argos-Shimano               | + 4'24"  |
| 16      | Annelies Van Doorslaer | Cyclelive Plus - Zannata    | z.t.     |
| 17      | Vera Koedooder         | Sengers Ladies Cycling Team | z.t.     |
| 18      | Loes Gunnewijk         | Orica-AIS                   | z.t.     |
| 19      | Sofie De Vuyst         | Sengers Ladies Cycling Team | z.t.     |
| 20      | Kaat Hannes            | Lotto Belisol Ladies        | z.t.     |